# Gemylus albipictus
Gemylus albipictus är en skalbaggsart som beskrevs av Francis Polkinghorne Pascoe 1865. Gemylus albipictus ingår i släktet Gemylus och familjen långhorningar. Inga underarter finns listade i Catalogue of Life.